# Christian Ege
Christian Ege (* 27. Oktober 1970 in Stuttgart) ist ein deutscher Innovationsmanager und ehemaliger Politiker. Er war von Oktober 2004 bis November 2009 Staatssekretär im Ministerium für Wirtschaft und Wissenschaft des Saarlandes.

## Biographie
Nach dem Studium der Betriebswirtschaftslehre an der Universität des Saarlandes war Ege Wissenschaftlicher Mitarbeiter am Institut für Wirtschaftsinformatik, das heute Teil des Deutschen Forschungszentrums für Künstliche Intelligenz ist. Er promovierte bei August-Wilhelm Scheer zum Thema „Unterstützungsnetzwerke für forschungsnahe Unternehmensgründungen“.
Als Quereinsteiger leitete er von 1999 bis 2004 die Stabsstelle Innovation, Forschung und Technologie in der Staatskanzlei des Saarlandes. In dieser Zeit entwickelte er mit der „Innovationsstrategie des Saarlandes“ den zentralen Leitfaden für den Strukturwandel des Bundeslandes durch Forschung und Innovation und legte den Grundstein für das Netzwerk „Empower Deutschland“, das mit über 600 Mitgliedern die über 130 Projekte der Innovationsstrategie in einem partizipativen Prozess umgesetzt hat.
Von 2004 bis 2009 war der promovierte Ökonom Staatssekretär im Ministerium für Wirtschaft und Wissenschaft. Er verantwortete die Innovations-, Hochschul- und Wissenschaftspolitik, entwickelte als CIO der Landesregierung die E-Government-Strategie und begründete die Tourismusstrategie des Saarlandes. Er koordinierte grenzüberschreitende Projekte in der europäischen Großregion „Saarland – Lothringen – Luxembourg – Wallonie“ und betreute die internationalen Aktivitäten der Wirtschaftsförderung.
Mit Sprint Innovation ist er heute als Unternehmensberater und Innovationsmanager tätig und gründete 2017 das Netzwerk Generation Ü für soziales Unternehmertum im Ruhestand. Er ist Gründer und Vorsitzender des Aufsichtsrats der Generation Ü eG und Präsident des Generation Ü Netzwerk e.V.
Als ehemaliger Präsident des Saarwaldvereins im Deutschen Wanderverband engagierte er sich über 16 Jahre ehrenamtlich für Wandern und Naturschutz.